# Введенский, Ростислав Михайлович
Ростислав Михайлович Введенский (1926—2016) — советский и российский историк, доктор исторических наук (1986), профессор, главный научный сотрудник Учебно-научного центра актуальных проблем исторической науки и образования имени А. Г. Кузьмина. Почётный профессор МПГУ (2010). Участник Великой Отечественной войны. Награждён орденом Отечественной войны II степени, медалью «За победу над Германией», юбилейными медалями, Почётный работник высшего профессионального образования Российской Федерации (2007).

## Биография
Ростислав Михайлович родился 26 января 1926 года в Москве в семье священника. Окончил семь классов средней школы, затем пошёл работать рабочим. Когда началась Великая Отечественная война, ему было пятнадцать лет. С восемнадцати лет (с марта 1944 года по сентябрь 1950 года) был в Красной Армии, воевал на фронтах Великой Отечественной войны, День Победы встретил в Восточной Пруссии, под Кенигсбергом. Награждён орденом Отечественной войны II степени и медалями. Служа в Советской армии, поступил в Московский государственный университет на заочное отделение философского факультета, в 1951 году поступил в Московский городской педагогический институт имени В. П. Потёмкина на исторический факультет. После окончания вуза и аспирантуры Ростислав Михайлович работал учителем истории, воспитателем в школах-интернатах, затем был преподавателем философии в московских вузах. С 1969 года и до конца жизни работал в Московском педагогическом государственном университете. С 1970 года был старшим преподавателем, потом доцентом, профессором, в 1989—1991 годах работал деканом исторического факультета университета, в последние годы был главным научным сотрудником Учебно-научного центра актуальных проблем исторической науки и образования имени Аполлона Григорьевича Кузьмина.
В 1969 году защитил кандидатскую диссертацию на тему «Оброчные крестьяне центральных губерний в конце XVIII — первой половине XIX веков (по вотчинным архивам князей Голицыных)» (научный руководитель — В. Н. Бочкарёв), в 1986 году защитил докторскую диссертацию по теме «Соляное дело в России XVIII — первой половине XIX веков».
В 2010 году Ростиславу Михайловичу было присвоено звание — Почётный профессор МПГУ.
Подготовил одиннадцать кандидатов наук и два доктора наук. Является автором 130 научных публикаций, среди которых: монография «Экономическая политика самодержавия в XVIII — первой половине XIX вв.», пособие для семинарских занятий на тему «Крестьянская война в России 1774—1775 гг.», выступил редактором «Учебника по истории России XVII—XVIII вв.» для студентов вузов.
Скончался 21 октября 2016 года в Москве.

## Научные интересы
Темой кандидатской диссертации учёного стали процессы становления в среде помещичьего крестьянства мелкой промышленности, изученные им на материалов архивов вотчин князей Голицыных. Исследование экономики дореформенной России Введенский продолжил и в своей докторской диссертации (краткое содержание которой было им опубликовано как пособие к спецкурсу «Экономическая политика самодержавия в конце XVIII — первой половине XIX вв. (По материалам соляного дела)»), где им впервые была специально рассмотрена проблема развития соляного дела как важной отрасли государственного хозяйства. Исследователь показал, что государственная монополия на соль служила одним из главных источников доходов бюджета, однако переход к свободному предпринимательству в этой области оказался неизбежен ещё в предреформенный период. В дальнейшем учёный обратился к истории русской церкви XVIII века, в частности, биографиям митрополитов Арсения (Мацеевича) и Платона (Левшина).

## Основные работы
- Развитие неземледельческого отхода в оброчной деревне промышленного центра России в первой половине XIX в. // Учёные записки Московского пед. ин-та. Т. 187. М., 1962.
- К вопросу о расслоении оброчного крестьянства в России в конце XVIII — первой половине XIX вв. // Учёные записки МПИ им. Ленина. Т. 286. М., 1967.
- Характер помещичьей эксплуатации и бюджеты оброчных крестьян в 20-40-е годы XIX в. // История СССР. 1971, № 3.
- Патриотическое воспитание студентов в процессе изучения истории СССР периода феодализма // Роль исторической науки в патриотическом и интернациональном воспитании. М., 1976.
- Методика анализа паспортной статистики России первой половины XIX в. // Источниковедение отечественной истории. 1981: сб. статей. М., 1982.
- Экономическая политика самодержавия в конце XVIII — первой половине XIX вв. М., 1983.
- Паспортная политика русского царизма и её влияние на крестьянский отход // Социально-политическое и правовое положение крестьянства в дореволюционной России. Воронеж, 1983.
- Политика самодержавия в области соляного дела и крестьянство (конец XVIII — первая половина XIX в.) // XXVI съезд КПСС и проблемы аграрной истории СССР (социально-политическое развитие деревни). Уфа, 1984.
- Проекты реорганизации соляного дела в начале XIX века и их социальная сущность // Из истории общественно-политической мысли России XIX в. М., 1985.
- Соляная регалия и учреждение вольной продажи соли в России // История СССР. 1986, № 1.
- Государственное законодательство и развитие российской деревни во второй половине XVIII века // Формы сельскохозяйственного производства и государственное регулирование. М., 1995.
- Екатерина II. «Наказ» Уложенной комиссии. Законодательная деятельность // Научная программа: русский язык, культура, история. Ч. 2. М., 1995.
- Столицы и провинция в первой половине XIX в. // Русский язык, культура, история: Сб. материалов II науч. конф. лингвистов, литературоведов, фольклористов. Ч. 2. М., 1997.
- Митрополит Платон и церковь во второй половине XVIII века // Научные труды Московского педагогического государственного университета. Серия: социально-исторические науки. М., 1998.
- Артамонов Г. А., Борисов Н. С., Введенский Р. М., Киселёв А. Ф., Кузьмин А. Г. Великие духовные пастыри России: учебное пособие. М., 1999.
- Самодержавие и дворянство во второй половине XVIII века // Власть и общество России в прошлом и настоящем: сборник статей по материалам научных чтений, посвященных 90-летию со дня рождения профессора Д. С. Бабурина. М., 2000.
- Михаил Михайлович Богословский // Проблемы российской истории. Вып. 1. М., Магнитогорск, 2002.
- Преемник Ключевского (М. М. Богословский) // Научные труды Московского педагогического государственного университета. Серия: социально-исторические науки. М., 2003.
- Павел I // Киселёв А. Ф. Кафедра. Профессорские розы: мемуары. М., 2006.
- Научная школа А. Г. Кузьмина: «Земля» и «Власть» в истории России // Научные школы Московского педагогического государственного университета. Вып. 1. М., 2008.
- Введенский Ростислав Михайлович. Церковь и российская деревня в первой четверти XIX века // Наука и школа. — 2012. — № 3.
- Волков Владимир Алексеевич, Введенский Ростислав Михайлович. Русско-казанская война 1547-1552 годов. Осада и взятие Казани // Преподаватель XXI век. — 2015. — № 2.

## Награды
- Орден Отечественной войны II степени,
- Медаль «За победу над Германией в Великой Отечественной войне 1941—1945 гг.»,
- юбилейные медали,
- Почётный работник высшего профессионального образования Российской Федерации,
- Почётный профессор МПГУ.